# Alain Lamassoure

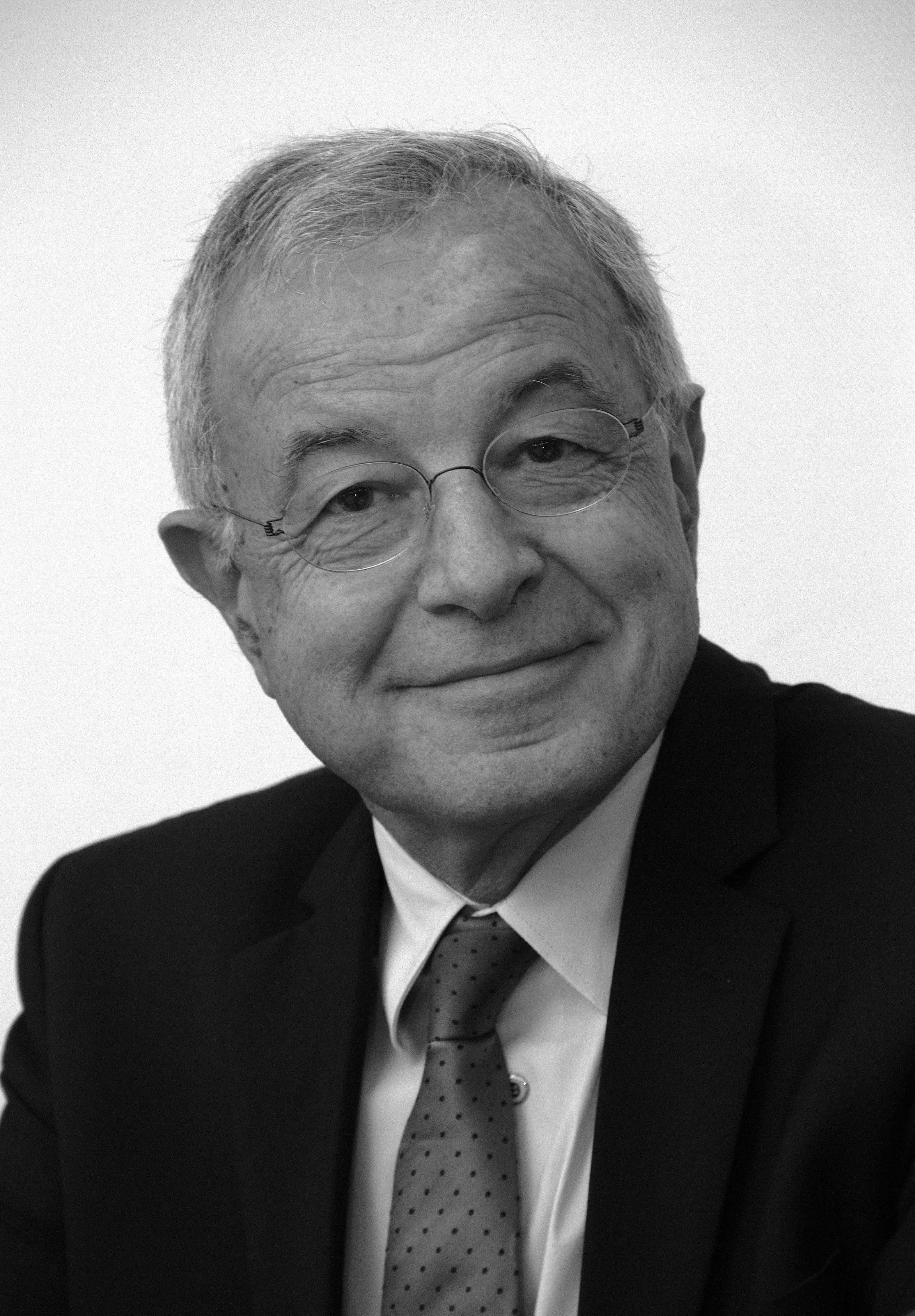
Alain Lamassoure, 2013

Alain Lamassoure (* 10. Februar 1944 in Pau) ist ein französischer Politiker (UDF, UMP, seit 2017 parteilos). Er war von 1989 bis 1993 und von 1999 bis 2019 Mitglied des Europäischen Parlaments und dort von 2009 bis 2014 Vorsitzender des Haushaltsausschusses.

## Leben und politische Karriere
Lamassoure studierte an der École nationale d’administration, wo er 1968 seinen Abschluss machte. Er war 1968–73, 1976–77, 1981–86 sowie 1997–99 in verschiedenen Funktionen am französischen Rechnungshof tätig, dazwischen ging er verschiedenen Tätigkeiten im politischen Bereich nach. Unter anderem arbeitete er 1973–74 im Kabinett des französischen Kulturministers Maurice Druon, 1974–76 beriet er den Finanzminister Jean-Pierre Fourcade, 1977–78 den Infrastrukturminister (ebenfalls Fourcade), 1978–81 war er unter Valéry Giscard d’Estaing im Präsidialamt des französischen Staatspräsidenten tätig. 1985–86 war er Mitglied des französischen Wirtschafts- und Sozialrats.
1986 wurde Lamassoure für das bürgerliche Parteienbündnis UDF erstmals selbst in die Nationalversammlung gewählt, wo er einen Wahlkreis des Départements Pyrénées-Atlantiques vertrat. Ab 1988 war er Sprecher der UDF. Bei der Europawahl 1989 wurde er ins Europäische Parlament gewählt. Dort saß er zunächst in der Liberalen Fraktion, wechselte aber Ende 1991 mit den anderen UDF-Europaparlamentariern in die christdemokratische EVP-Fraktion. Von 1992 bis 1993 war er Vorstandsmitglied der EVP-Fraktion und Vorsitzender des Haushaltskontrollausschusses. 
Ende März 1993 verließ er das Europäische Parlament, um in Frankreich das Amt des beigeordneten Ministers für Europafragen (unter dem Außenminister Alain Juppé) in der Regierung Édouard Balladurs anzutreten, das er bis Mai 1995 innehatte. Außerdem wurde Lamassoure 1993 erneut in die französische Nationalversammlung gewählt. 1995 wurde er beigeordneter Minister für den Haushalt (unter Finanzminister Jean Arthuis) sowie Regierungssprecher im Kabinett Juppé II. Nach dem Wahlsieg der Parti socialiste 1997 musste er jedoch sowohl seinen Sitz in der Nationalversammlung als auch sein Ministeramt aufgeben. 

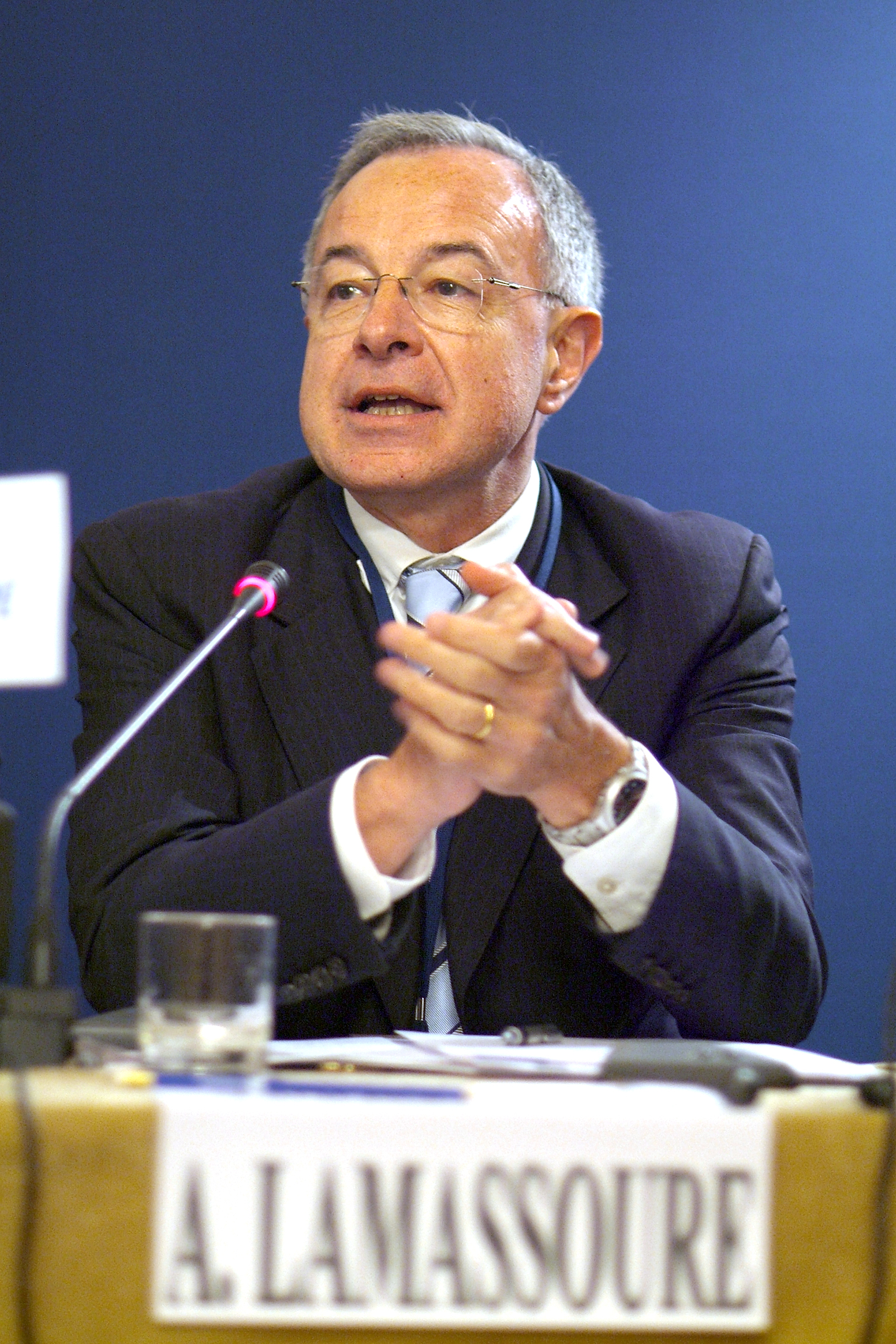
Lamassoure bei der EVP-Debatte über die Europäische Verfassung (2005)

Bei der Europawahl 1999 wurde Lamassoure erneut ins Europäische Parlament gewählt; im selben Jahr wurde er stellvertretender Parteivorsitzender der UDF (bis 2002) sowie bis 2000 Bürgermeister der Stadt Anglet (Département Pyrénées-Atlantiques). Von 2000 bis 2008 war er Mitglied des Gemeinderats von Anglet. Von 2002 bis 2003 war er einer der Vertreter des Europäischen Parlaments im Europäischen Konvent, der den Entwurf für den EU-Verfassungsvertrag ausarbeitete. Von 2002 bis 2005 war er zudem stellvertretender Vorsitzender der Europäischen Bewegung Frankreich. Er ist ein erklärter Anhänger eines föderalen Europa.
Nach den Wahlen 2002 schloss sich Lamassoure – wie zuvor bereits ein Großteil der UDF-Abgeordneten – der von Jacques Chirac neu gegründeten Mitte-rechts-Sammelpartei Union pour un mouvement populaire (UMP) an. Von 2004 bis 2009 war er im Vorstand dieser Partei für europapolitische Fragen zuständig; außerdem war Lamassoure ab 2004 Mitglied im Vorstand der Europäischen Volkspartei (EVP), der die UMP angehörte. 
Bei den Europawahlen 2004 und 2009 wurde Lamassoure jeweils auf der UMP-Liste wiedergewählt, von 2004 bis 2014 war er erneut Vorstandsmitglied der christdemokratischen EVP-Fraktion. Von 2009 bis 2014 war Lamassoure Vorsitzender des Haushaltsausschusses des Parlaments. Er war damit für die Verhandlungen mit dem Rat der Europäischen Union über die finanzielle Vorausschau ab 2013 zuständig. In diesem Zusammenhang setzte er sich für eine grundlegende Reform für die Eigenmittel der Europäischen Union ein, deren Erhebung transparenter werden und weniger Ausnahmeregelungen beinhalten soll.
Nach seiner Wiederwahl 2014 war er Vorsitzender der französischen Delegation in der EVP-Fraktion, bis ihn im Oktober 2016 Franck Proust ablöste. Er war Mitglied im Ausschuss für Wirtschaft und Währung und hatte von 2015 bis 2016 den Vorsitz im Sonderausschuss zu Steuervorbescheiden und anderen Maßnahmen ähnlicher Art oder Wirkung des EU-Parlaments. Aus der Partei Les Républicains (neuer Name der UMP) trat Lamassoure im Oktober 2017 aus, nachdem die Partei Édouard Philippe und weitere Mitglieder, die unter der Präsidentschaft Emmanuel Macrons Regierungsämter angenommen hatten, ausgeschlossen hatte. Er beklagte, dass die Partei ihren „politischen Kompass“ verloren habe und sich auf einem „Wettlauf um die konservativste Rechte“ befinde, statt sich für soziale Marktwirtschaft, Humanismus und Europa einzusetzen. Nach der Wahl 2019 schied Lamassoure aus dem Europäischen Parlament aus.
Auf lokaler Ebene war Lamassoure von 1995 bis 1999 Erster beigeordneter Bürgermeister, von 1999 bis 2000 selbst Bürgermeister und anschließend bis 2008 Mitglied des Gemeinderats der Stadt Anglet (Département Pyrénées-Atlantiques). Von 1995 bis 2001 war er Vorsitzender, dann bis 2008 stellvertretender Vorsitzender des Gemeindeverbands Bayonne–Anglet–Biarritz an der Côte Basque sowie von 2001 bis 2008 Vorsitzender des Rats der gewählten Vertreter des französischen Baskenlands. Von 2010 bis 2014 war er Mitglied des Regionalrats von Aquitanien.